# V.

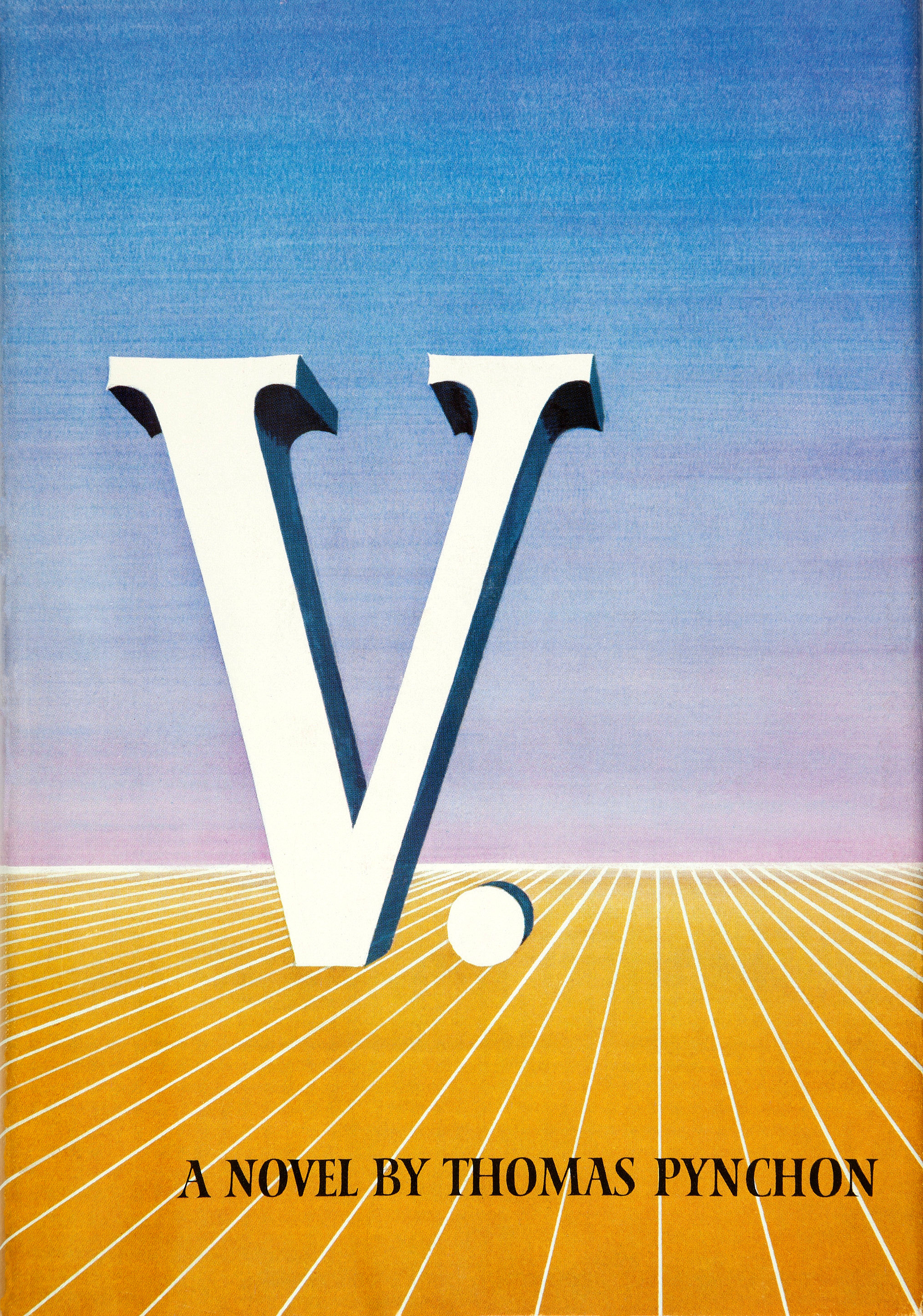
Okładka pierwszego wydania V. (1963)

V. – pierwsza i jedna z ważniejszych powieści Thomasa Pynchona z 1963 roku, stanowi swoisty wstęp do Tęczy grawitacji (Gravity’s Rainbow) tego samego autora. Zdobyła William Faulkner Foundation Award za najlepszą powieść roku 1963.
Tradycyjnie już u tego autora, nie sposób sensownie streścić powieści, jednak przyjęło się mówić, iż treść książki to „poszukiwanie tytułowej (-ego?) V.”. Ustalenie przez wchodzącego w labirynt powieści (czytaj: czytelnika) tożsamości/natury V. jest celem niełatwym, lecz droga do niego jest niewątpliwie wzbogacająca intelektualnie: liczne wątki powieści dotyczą polowania na aligatory w kanałach Nowego Jorku, obyczajów żołnierzy amerykańskiej marynarki wojennej, historii jazzu (Ornette Coleman, Thelonious Monk), chirurgii plastycznej i jej konsekwencji, zapomnianych kart historii niemieckich kolonii we współczesnej Namibii oraz wojennych losów Malty. To jedynie czubek góry lodowej, dający jednak wyobrażenie o charakterystycznym dla autora rozmachu, szerokiego pasma zainteresowań, popartych gruntowną erudycją. Nicią Ariadny jest inicjał V., przewijający się też w o 10 lat późniejszej Tęczy grawitacji. W 2022 roku Wydawnictwo Mag opublikowało polskie wydanie V. w przekładzie Wojciecha Szypuły.